# Zwartgrijze tapaculo
De zwartgrijze tapaculo (Scytalopus parvirostris) is een zangvogel uit de familie Rhinocryptidae (tapaculo's).

## Verspreiding en leefgebied
Deze soort komt voor van noordelijk-centraal Peru tot het oostelijk-centraal Bolivia.

## Status
De grootte van de populatie is niet gekwantificeerd maar de soort wordt omschreven als vrij algemeen. Op de Rode lijst van de IUCN heeft deze soort de status niet bedreigd.